# 독일의 동성결혼

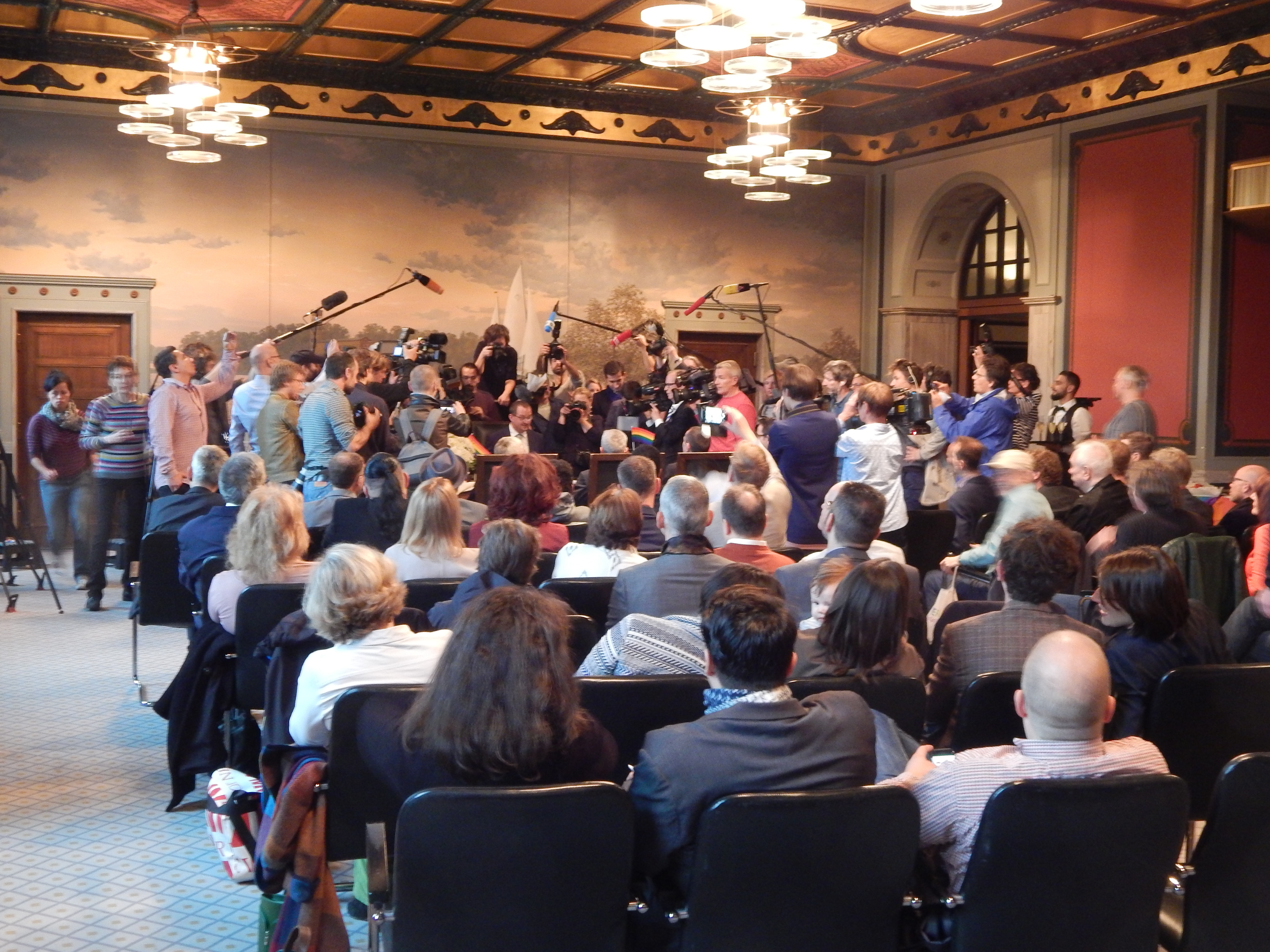

독일은 2001년 8월 1일부터 동성 동반자간 시민결합을 허용하고 있다. 2015년 6월 12일 독일 연방상원은 동성결혼 허용을 위해 라인란트팔츠 주정부가 발의한 민법 개정안을 통과시켰으며, 2017년 6월 30일 독일 연방의회에서도 통과함에 따라 독일 연방 대통령의 서명을 기다리고 있다. 이에 따라 이르면 2017년 10월 1일부터 동성결혼이 가능해질 예정이다.

## 시민결합

### 슈뢰더 내각(1998–2005)
등록된 동반자관계(Eingetragene Lebenspartnerschaft)는 사회민주당과 동맹 90/녹색당 등 동성결혼 지지정당과 동성결혼에 반대하는 기독민주연합 및 기독사회연합과의 타협 속에 2001년 도입되어 동성커플에게도 결혼제도와 유사하나 상대적으로 매우 적은 법적 권리를 보장해주는 제도이다. 이 법안은 동맹 90/녹색당 소속의 폴커 벡의원이 연방하원 발의하여 2000년 11월 제1차 슈뢰더 내각에 참여 중이였던 사회민주당과 동맹 90/녹색당의 찬성표를, 기민/기사연합(CDU/CSU)과 자유민주당의 반대표를 받아 통과되었다. 법안은 2001년 2월 16일 독일의 대통령인 요하네스 라우의 서명을 받아 2001년 8월 1일부터 공식적으로 효력을 발휘하였다.
2002년 7월 17일 연방헌법재판소는 성소수자 권리 반대자들이 신청한 위헌소송에서 만장일치로 등록된 동반자관계가 독일연방공화국 기본법에 위배되지 않는다고 판결을 내렸다. 헌법재판소는 또한 등록된 동반자관계인 동성커플도 이성부부와 마찬가지로 독일 기본법에 따라 평등한 권리를 누릴 수 있다고 판단했다.
2004년 10월 12일 연방하원은 등록된 동반자관계 개정안을 통과시켜, 2005년 1월 1일부터 본격 발휘되었다. 이에 따라 동성커플도 제한된 입양권과 더불어 이혼수당과 이혼절차 등에 있어 이성부부와 동일한 절차를 거칠 수 있게 되었다. 그러나 세금제도는 제외되었다.

### 제1차 메르켈 내각(2005–2009)
2008년 7월 연방헌법재판소는 남성에서 여성으로 성전환을 한 성전환자가 그녀의 부인과 지난 50년간 지속해 온 결혼을 유지할 수 있다고 판결내렸다. 헌법재판소는 또한 연방의회가 1년 안에 관련 법을 개정할 것으로 요구하였다.
2009년 10월 22일 연방헌법재판소는 동성 파트너와 등록된 동반자관계에 있는 피고용자도 이성 파트너와 결혼을 한 다른 피고용자와 동일한 추가 수당을 지급해야한다고 판단하였다. 헌법재판소는 등록된 동반자관계의 동성커플도 수당 뿐만 아니라 모든 분야에 있어 이성부부와 동일한 혜택과 의무를 받아야 한다고 지시하였다.

### 제2차 메르켈 내각(2009–2013)
2009년 10월 25일 기민/기사연합(CDU/CSU)과 자유민주당의 연립정부 정책 계획서가 발표되었다. 제2차 메르켈 내각은 등록된 동반자관계와 결혼간의 세금 부분의 차별을 없애고 2009년 헌법재판소의 판결을 보완하기 위한 추가 입법을 추진하겠다고 밝혔다. 그러나 입양권에 대한 언급은 없었다.
2010년 8월 17일 연방헌법재판소는 등록된 동반자관계의 유산 상속세가 이성부부의 유산 상속세와 동일해야한다고 판결을 내렸다. 결혼제도 하의 이성부부는 7-30%의 상속세를 부담한 한편, 등록된 동반자관계의 경우 17-50%의 상속세를 부담했었다.
2013년 2월 18일 연방헌법재판소는 등록된 동반자관계의 동성커플의 입양권을 확대하는 결정을 내렸다. 이에 따라 동성파트너가 개인자격으로 입양한 자녀를 다른 동성파트너도 입양할 수 있는 승계 입양(successive adoption)이 가능하게 되었다. 기존에는 동성파트너의 생물학적 자녀만 다른 동성파트너가 입양할 수 있었다. 하지만 제2차 메르켈 내각은 헌법재판소가 내린 입양법의 유예기간 동안 개정을 하지 않았고, 헌법재판소는 2014년 6월 30일까지 법을 개정하라고 명령하였다.
2013년 6월 6일 연방헌법재판소는 등록된 동반자관계의 공동세제 혜택이 이성부부의 공동세제 혜택과 동일해야한다고 판단했다. 연방의회는 헌법재판소의 결정에 따라 한달 안에 세법을 소급 개정하였다.

### 제3차 메르켈 내각(2013-2017)
기민/기사연합(CDU/CSU)과 사회민주당이 연정해 꾸린 제3차 메르켈 내각은 2013년 연방헌법재판소의 판결에 따라 2014년 6월부터 승계 입양을 허용하였다. 헌법재판소는 2014년에 등록된 동반자관계에 든 동성커플의 공동입양권에 대한 판결을 내릴 예정이였지만, 2014년 2월 절차상의 문제를 이유로 들어 사건을 기각하였다.
2014년 3월 정부는 승계 입양 허용을 위한 입양법 개정 과정에서 동성커플에게도 온전한 입양권을 보장해줘야 하는지를 두고 내부 논란이 있었다. 연방상원은 온전한 입양권을 보장해줄 것을 권고하였으며, 연방하원은 공청회를 개최하였다. 2014년 5월 22일 연방하원은 동맹 90/녹색당이 발의한 온전한 입양권 보장을 위한 법안을 거부하고 승계 입양만을 확대 허용하는 개정안을 통과시켰다. 2013년 6월 헌법재판소의 판결을 모두 만족시키 위한 세법 추가 개정안은 연방하원에서 만장일치로 통과되었다.
2015년 10월 연방하원은 등록된 동반자관계의 혜택과 의무를 이성부부와 거의 동일하게 변경하기 위해 여러 법들을 통합 개정하였다. 절차상 행정상 분야에서의 차별이나 구분을 거의 없앴으나 주목할만한 변화는 없었다. 해당 통합 법안들은 2015년 11월에 연방상원의 승인을 받았다.

## 동성결혼
기민/기사연합(CDU/CSU)은 2005년부터 독일 여당으로, 동성결혼에 반대하고 있다. 다른 주요 원내정당인 사회민주당과 동맹 90/녹색당, 좌파당은 동성결혼에 찬성하고 있다. 자유민주당 또한 동성결혼을 지지하지만 기민/기사연합과 연립정부를 꾸렸던 2009년부터 2013년사이에 연립정부에 참여한 모든 정당이 통일된 의견을 지녀야 한다는 연정협약을 이유로 동성결혼의 입법을 못하였다. 독일 사회민주당 또한 같은 이유로 기민/기사연합과 연립정부를 꾸린 2013년부터 2017년까지 동성결혼 합법화를 추진하지 못하였다. 결국 2017년 총선을 앞두고 기민/기사연합을 제외한 모든 원내정당과 자유민주당이 동성결혼 합법화를 연정 조건으로 당론으로서 확정지었다.

### 제2차 메르켈 내각(2009-2013)
2009년 6월 야당인 동맹 90/녹색당이 독일 연방 하원에 동성결혼 합법화를 위한 법안을 발의하였다. 2010년 3월 베를린 주정부는 독일 연방상원에 동성결혼 법안을 발의할 계획이 있음을 발표하였다. 베를린 주정부에 따르면 이 법안이 동성커플도 이성커플과 평등한 권리를 누려야 한다고 결정한 연방헌법재판소의 판결에 부합한다고 주장했다. 연방 상원은 2010년 9월 베를린 주정부의 법안을 부결시켰다. 당시 베를린과 브란덴부르크주, 브레멘주, 노르트라인베스트팔렌주만이 찬성표를 던졌다.
2011년 2월 함부르크 주의회 선거에서 사회민주당이 승리해 정권을 잡은 후, 함부르크 주정부가 연방상원에 동성결혼 법안을 재발의 할 예정임을 발표하였다.
2012년 6월 28일 동맹 90/녹색당이 연방하원에 발의했던 법안은 찬성 260표, 반대 309표로 부결되었다. 제2차 메르켈 내각의 참여정당들이였던 기민/기사연합과 자유민주당은 반대표를, 사회민주당과 동맹 90/녹색당, 좌파당이 찬성표를 던졌다.
2013년 3월 22일 연방상원은 함부르크를 포함한 5개 주정부가 공동발의한 동성결혼 합법화를 위한 민법개정안을 승인하였다. 법안은 연방하원으로 보내졌으나, 곧 연립정권에 의해 부결되었다.

### 제3차 메르켈 내각(2013-2017)
2013년 9월 22일 실시된 2013년 독일 연방의회 선거의 결과에 따라 10월 22일부터 정부 구성에 대한 정치권의 논의가 시작되었다. 이론상으론 동성결혼을 찬성하는 사회민주당과 동맹 90/녹색당, 좌파당의 의석수를 모두 합치면 연방하원 전체 의석수의 과반을 넘었다. 이에 좌파당은 즉시 동성결혼을 입법하자고 제안하며 연방하원에 법안을 발의하였지만, 연립정부 구성 협상에 악효과가 될 수 있다며 사회민주당이 반대하였다. 사회민주당은 선거 공약에서 동성결혼 합법화를 내걸었지만, 사회민주당이 기민/기사연합과 채결한 연정협약에서 동성결혼 합법화 추진이 누락되었다. 좌파당이 발의한 법안은 2013년 12월 19일 1차 독회를 통과하였다.
2015년 6월 5일 라인란트 팔츠 주를 포함한 9개 주는 연방상원에 동성결혼 허용을 위한 민법개정안을 발의하여, 2015년 6월 12일 1차 독회를 통과하였다. 2015년 6월 10일에는 동맹 90/녹색당이 연방하원에 동성결혼 허용 법안을 재발의하였다. 이 법안은 6월 18일 1차 독회를 거쳐 검토를 위해 위원회로 보내졌다. 2015년 9월 25일 연방상원은 9개 주가 발의하였던 법안을 최종 승인하였다. 연방상원을 통과한 민법 개정안은 연방하원으로 보내졌으나, 각각 1차 독회를 통과한 후 법사위원회에 계류 중인 동맹 90/녹색당과 좌파당의 같은 법안들과 함께 제3차 메르켈 내각에 의해 더 이상의 의회내 논의가 차단 되었다.
2016년 8월 14일 여전히 동성결혼이 법적으로 인정되지 않는 상황임에도 두 남성이 베를린의 성모교회에서 두 개신교 목사의 주례를 받으며 결혼식을 올렸다.
2017년 3월 제3차 메르켈 내각의 연정파트너인 사회민주당은 동성결혼을 압도적으로 지지하는 여론에 힘입어 동성결혼 합법화를 위해 기독민주연합을 압박하겠다고 발표하였다. 사회민주당의 연방하원 원내대표인 토마스 오퍼만은 사회민주당 자체의 법안을 발의할 수 있다고 밝혔다. 2017년 6월 20일 연방헌법재판소는 동성결혼 법안을 차단하고 있는 메르켈 내각의 행위가 헌법 규정에 적합한지 판단해달라는 동맹 90/녹색당의 요청을 기각하였다.
2017년 6월 17일 동맹 90/녹색당은 2017년 총선 이후에 동성결혼 합법화를 연정협약서에 넣지 않는다면 어떤 정당과도 연립정부에 참여하지 않겠다고 선언하였다. 6월 24일에는 자유민주당도 동맹 90/녹색당과 비슷한 약속을 할 것이라고 당대표인 크리스티안 린트너가 인터뷰를 통해 밝혔다. 그 다음날 사회민주당도 동성결혼 합법화없이는 연정정부를 구성하지 않겠다고 선언했다.

### 연방하원 표결
2017년 6월 27일 베를린에서 열린 한 여성 잡지사와의 공개 인터뷰에서 독일의 연방수상인 앙겔라 메르켈은 2017년 선거 이후 동성결혼 합법화에 있어 기독민주연합의 동성결혼 반대 당론을 거두고 소속의원들의 양심투표를 허용할 의지가 있다고 답하였다. 6월 28일 몇몇 정치인들이 동성결혼 합법화 표결을 즉시 시행할 것을 요구하였으며, 사회민주당의 당대표이자 2017년 선거의 총리 후보인 마르틴 슐츠는 연방하원의 여름휴기가 시작되기 전 마지막 날에 표결을 할 수 있도록 추진할 것이라고 밝혔다. 같은 날 기민/기사연합은 동성결혼 반대 당론을 거두고 의원들의 양심투표를 허용하기로 결정하였으며, 사회민주당과 동맹 90/녹색당, 좌파당은 2015년 연방상원을 통과해 연방하원 법사위원회에 계류 중인 민법개정안을 승인하고 본회의에 상정하였다. 동시에 동맹 90/녹색당과 좌파당은 자신들이 발의했던 다른 두 동성결혼 법안을 취소하였다. 2017년 6월 30일 연방하원은 본회의에서 토론과 기명투표를 거쳐 찬성 393표, 반대 226표로 동성결혼 합법화를 위한 민법개정안을 통과시켰다. 앙겔라 메르켈은 법안에 반대표를 던졌다. 법안은 2017년 7월 7일 연방상원 본회의에서 형식적으로 다시 한번 검토를 받으나 표결은 거치지 않는다. 2017년 7월 20일 독일의 대통령인 프랑크발터 슈타인마이어의 서명을 받아 공식적으로 공포되었고, 2017년 10월 1일부터 동성결혼이 가능해졌다.
| 정당                                   | 찬성표 | 반대표 | 기권 | 불참 |
| -------------------------------------- | ------ | ------ | ---- | ---- |
| G 기독민주연합/기독사회연합 (CDU/CSU)  | 75     | 225    | 4    | 5    |
| G 사회민주당 (SPD)                     | 192    | –      | –    | 1    |
| 좌파당 (Die Linke)                     | 63     | –      | –    | 1    |
| 동맹 90/녹색당 (Bündnis 90/Die Grünen) | 63     | –      | –    | –    |
| 무소속 (에리카 슈타인바흐)             | –      | 1      | –    | –    |
| 총계                                   | 393    | 226    | 4    | 7    |

## 통계
2001년 8월 1일 시민결합 제도가 도입된 이후 2004년 10월까지 약 5천쌍의 동성커플이 시민결합을 하였다. 2007년에는 시민결합을 한 커플의 수가 15,000여쌍으로 증가하였으며, 이 중 3분의 2는 남성커플이였다. 2011년 5월 9일 기준 누적 68,268쌍의 시민결합 커플이 등록되었다.

## 여론
2006년 12월 안구스-라이트 글로벌 모니터가 유럽연합 국가들에서 실시한 여론조사에 따르면 독일 체류 응답자 중 52%가 동성결혼을 지지하였다. 당시 유럽연합의 동성결혼 평균 지지율은 44%였다.
2013년 1월 여론조사를 통해 YouGov는 독일의 동성결혼 지지율이 66%에 달한다고 밝혔다. 24%는 동성결혼에 반대하였으며 10%는 모른다고 답하였다. 동성커플의 입양권에 대해서는 59%가 찬성을 31%가 반대하였다. YouGov가 2015년 5월에 실시한 여론조사에서는 65%의 응답자가 동성결혼에 찬성하였고 28%가 반대하였다. 정당별로는 기독민주연합 지지자의 57%가, 사회민주당 지지자의 79%가, 좌파당 지지자의 68%가, 동맹 90/녹색당 지지자의 94%가 동성결혼에 찬성했다. 같은 기간 동안 TNS Emnid가 실시한 다른 여론 조사에서는 전체 동성결혼 지지율이 64%로, 정당에 따라선 기독민주연합 지지자의 63%, 사회민주당 지지자의 77%, 자유민주당 지지자의 63%, 좌파당 지지자의 62%, 동맹 90/녹색당 지지자의 89%, 독일을 위한 대안당 지지자의 14%가 동성결혼에 찬성했다.
2017년 1월 독일의 연방 반차별청의 연구에서 독일인의 83%가 동성결혼을 지지하는 것으로 나타났다.

## 같이 보기
- 독일의 성소수자 권리